# بخش جنینگز (شهرستان پوتنام، اوهایو)
بخش جنینگز (به انگلیسی: Jennings Township) یک منطقهٔ مسکونی در ایالات متحده آمریکا است که در شهرستان پاتنم، اوهایو واقع شده‌است.
 بخش جنینگز ۷۳٫۴ کیلومتر مربع مساحت و ۱٬۹۶۸ نفر جمعیت دارد و ۲۲۷ متر بالاتر از سطح دریا واقع شده‌است.